# Lagupie
Lagupie – miejscowość i gmina we Francji, w regionie Nowa Akwitania, w departamencie Lot i Garonna.
Według danych na rok 1990 gminę zamieszkiwały 513 osoby, a gęstość zaludnienia wynosiła 59 osób/km² (wśród 2290 gmin Akwitanii Lagupie plasuje się na 704 miejscu pod względem liczby ludności, natomiast pod względem powierzchni na miejscu 1156).